# Rommerskirchen
Rommerskirchen ist eine Gemeinde im Rhein-Kreis Neuss im Landesteil Rheinland, im Westen Nordrhein-Westfalens. Das Unterzentrum grenzt im Westen an die Stadt Grevenbroich, im Osten an die Stadt Dormagen im Süd-Westen an die Stadt Bergheim und im Süden an die Stadt Pulheim. Beide im Rhein-Erft-Kreis. Mit 13.688 Einwohnern (31. Dez. 2023) ist sie die kleinste Gemeinde im Rhein-Kreis Neuss und die einzige, die nicht die Bezeichnung „Stadt“ führt.

## Geographie

### Geographische Lage

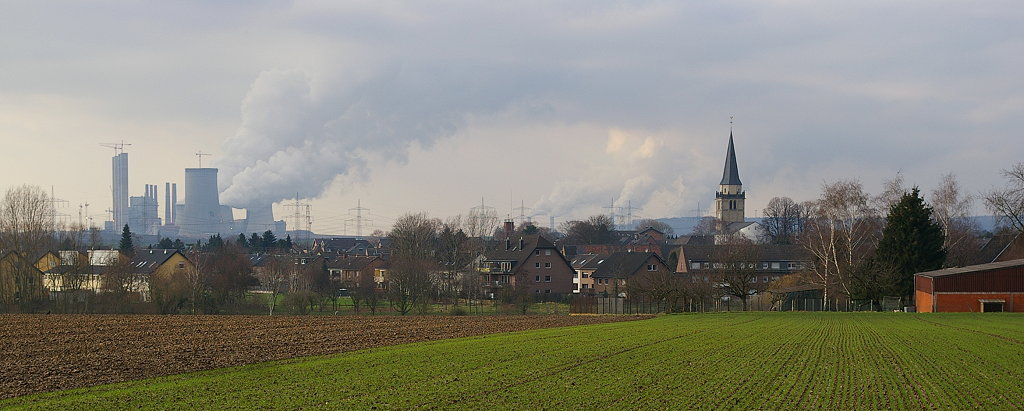
Rommerskirchen im Jahr 2007

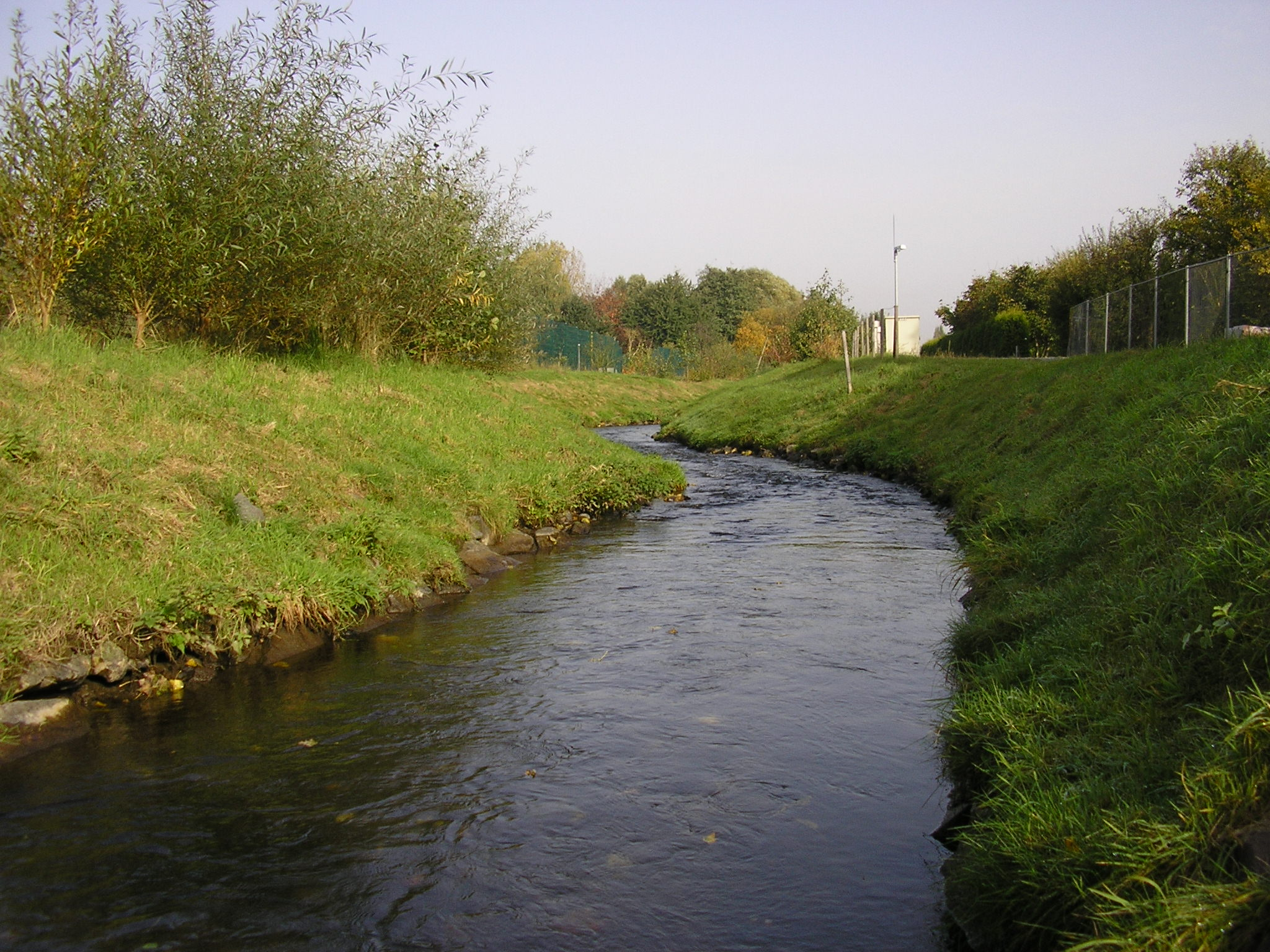
Gillbach bei Rommerskirchen (2008)

Rommerskirchen ist die südlichste Gemeinde im Rhein-Kreis Neuss und im Regierungsbezirk Düsseldorf in Nordrhein-Westfalen. Durch Rommerskirchen fließt der Gillbach. Er gibt den fruchtbaren Ländereien im Gemeindegebiet auch den Namen „Die Gilbach“. Innerhalb des Kreises hat Rommerskirchen von allen Kommunen die geringste Bevölkerungsdichte.
Zugleich besitzt Rommerskirchen die geringste Arbeitslosigkeit und den höchsten Lebensstandard im gesamten Agenturbezirk Mönchengladbach/Rhein-Kreis Neuss.
Folgende Gemeinden grenzen an Rommerskirchen (Abstand von Ortsmitte zu Ortsmitte):
| Grevenbroich 10 km                | Grevenbroich                                | Dormagen 12 km                  |
| Grevenbroich                      | Kompassrose, die auf Nachbargemeinden zeigt | Dormagen                        |
| Bergheim (Rhein-Erft-Kreis) 10 km | Pulheim Bergheim                            | Pulheim (Rhein-Erft-Kreis) 8 km |

### Ortsteile
| - Anstel - Butzheim - Deelen - Dötzdorf - Eckum - Evinghoven - Frixheim - Gill - Hoeningen - Ikoven | - Nettesheim - Oekoven - Ramrath - Sinsteden - Ueckinghoven - Vanikum - Villau - Widdeshoven |

## Geschichte

### Urgeschichte bis Mittelalter
Die ältesten Funde im Ort stammen aus der Grabung in der Kirche; die Scherben zeugen von einer Siedlung der Bandkeramiker (ca. 5300–4900 v. Chr.).
In Rommerskirchen existieren noch viele Überreste der römischen Kultur. Dazu zählen zahlreiche römische Landgüter (Villae Rusticae) und zwei Steinsockel, die von einer oder mehreren Jupitersäulen stammen und die neben der Kirche St. Peter in Rommerskirchen gefunden wurden.

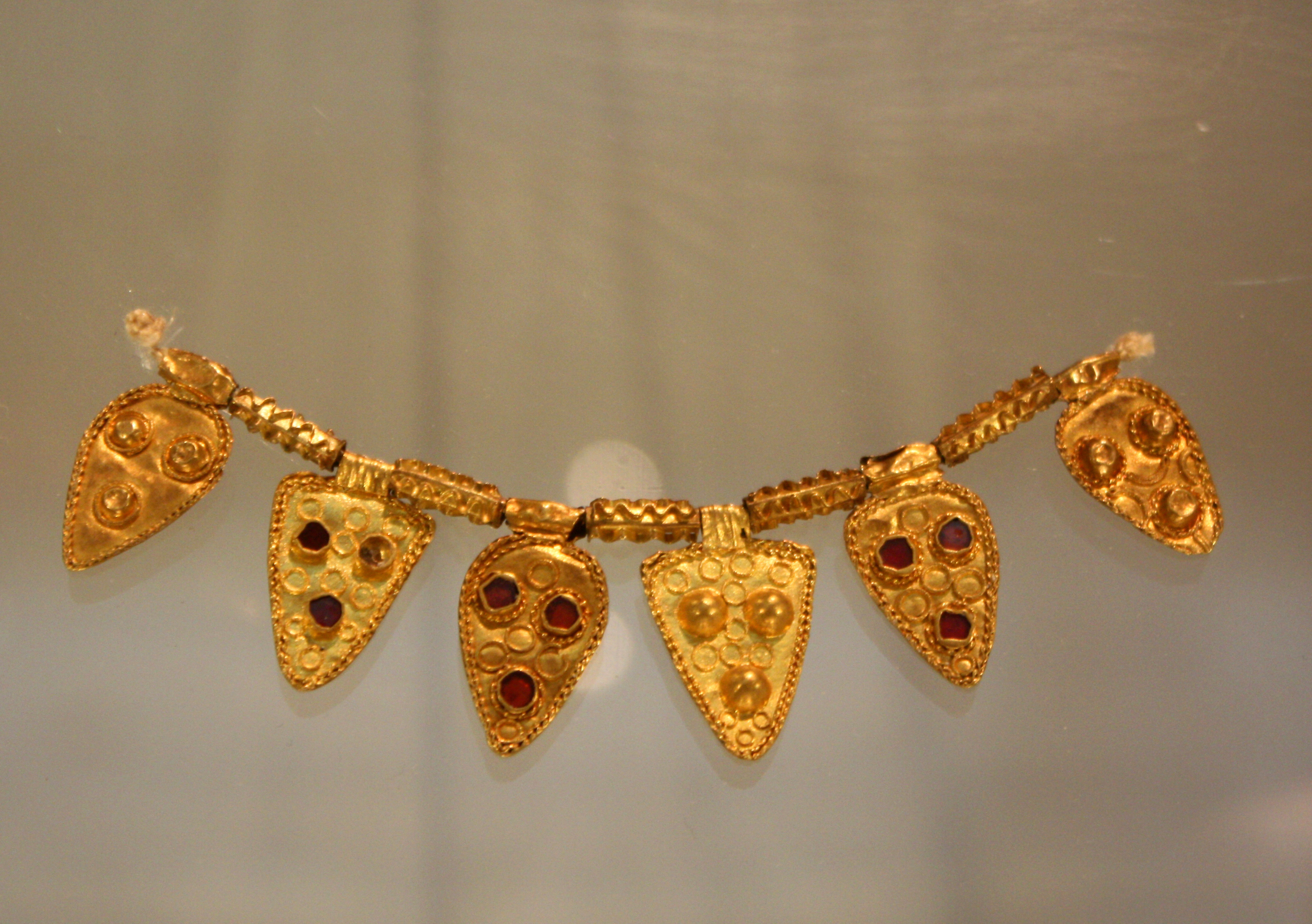
Halskette als Beigabe eines Frauengrabes (Grab 136) vom Anfang des 8. Jahrhunderts

Auch aus fränkischer Zeit (6.–7. Jahrhundert) liegen Siedlungsreste und Gräber vor. Bemerkenswert sind die Gräber, die bei Ausgrabungen durch Peter Josef Tholen 1950 unter der Pfarrkirche St. Peter zu Tage kamen. Sie datieren in die Zeit 700–740 n. Chr., darunter ein ausnehmend reiches Frauengrab. Die Anordnung dieser Gräber lässt erschließen, dass sie in einer damals bereits bestehenden, 3-schiffigen Holzkirche von mindestens 7,5 × 15 m Größe niedergelegt wurden. Aus dieser Kirche entwickelte sich in vielen Zwischenstufen die 1945 zerstörte Kirche.
Schriftlich erwähnt wird Rommerskirchen im Jahre 1106 als Rumeschirche. Verschiedene Ortschaften der Gemeinde Rommerskirchen weisen in ihrem Kern noch mittelalterliche Züge mit romanischen und gotischen Kirchen auf, wie z. B. die Lambertuskapelle im Ortsteil Ramrath mit einer etwa 1100-jährigen Geschichte und einer Burg.
Rommerskirchen wurde im 15. Jahrhundert mit einem Wall und einem Graben umgeben und erhielt im Jahre 1437 die Marktrechte. Politisch bildete Rommerskirchen einen gleichnamigen Dingstuhl (Sitz eines unteren Gerichts) im Amt Hülchrath im Kurfürstentum Köln.
In der Nähe von Rommerskirchen befand sich die Ortschaft Gorchheim. Im Jahre 1260 wurde sie Goegheim und 1321 Goyrcheim genannt. Die genaue Lage des Ortes ist nicht bekannt.

### Neuzeit
1794 besetzten französische Revolutionstruppen Rommerskirchen. 1796 wurde die Mairie Rommerskirchen gebildet. Sie gehörte zum Kanton Dormagen im Arrondissement Cologne im Département de la Roer. Sehr viele Bauten stammen aus der frühen Neuzeit sowie der Zeit der napoleonischen Besatzung. Aus der Mairie Rommerskirchen wurde 1815 die preußische Bürgermeisterei bzw. Landgemeinde Rommerskirchen. Sie bestand aus den Ortschaften Rommerskirchen, Eckum, Vanikum, Sinsteden und Gill und gehörte zum Kreis Neuß. 1929 kam Rommerskirchen an den Landkreis Grevenbroich-Neuß. 1966 entstand das Amt Rommerskirchen-Nettesheim. Zu diesem Amt gehörten die Gemeinde Rommerskirchen sowie die beiden Gemeinden des ehemaligen Amtes Nettesheim, Nettesheim-Butzheim und Frixheim-Anstel.

### Eingemeindungen
Am 1. Januar 1975 wurde das Amt Rommerskirchen-Nettesheim aufgelöst. Die Gemeinden Nettesheim-Butzheim und Frixheim-Anstel wurden in die neue Gemeinde Rommerskirchen eingemeindet. Ebenfalls eingemeindet wurden die Gemeinden des Amtes Evinghoven. Dies waren Hoeningen mit den Ortschaften Hoeningen, Widdeshoven, Ramrath und Villau sowie Oekoven mit den Ortschaften Oekoven, Deelen, Ueckinghoven und Evinghoven.

### Einwohnerentwicklung
- 31. Dezember 1975: 11.095
- 31. Dezember 1980: 11.170 (+75)
- 31. Dezember 1985: 11.069 (−101)
- 31. Dezember 1990: 11.414 (+345)
- 31. Dezember 1995: 12.151 (+737)
- 31. Dezember 2000: 12.382 (+231)
- 31. Dezember 2005: 12.611 (+229)
- 18. März 2010: 13.000 (+389)
- 9. Mai 2011 (Zensus): 12.475
- 31. Dezember 2012: 12.510
- 31. Dezember 2013: 12.546
- 31. Dezember 2017: 13.856
- 30. April 2021: 13.920

## Politik

### Gemeinderat
Verteilung der 32 Sitze im Gemeinderat nach den Kommunalwahlen seit 2009:
|      | SPD | CDU | GRÜNE | UWG | FDP | AfD | Gesamt |
| ---- | --- | --- | ----- | --- | --- | --- | ------ |
| 2020 | 16  | 9   | 3     | 1   | 2   | 1   | 32     |
| 2014 | 15  | 12  | 2     | 2   | 1   | –   | 32     |
| 2009 | 13  | 12  | 2     | 3   | 2   | –   | 32     |

### Bürgermeister seit 1975
Bei der Kommunalwahl 2020 erreichte der Sozialdemokrat Mertens 88,6 Prozent der Stimmen, das höchste Wahlergebnis eines SPD-Bürgermeisters in Nordrhein-Westfalen. Stephan Kunz von der FDP erreichte 7,8 Prozent, Stefan Hrdy von der AfD 3,6 Prozent.
- 1975–1979: Helmut Dunkel (CDU)
- 1979–1989: Heinz Faller (CDU)
- 1989–1991: Peter Emunds (CDU)
- 1991–1999: Peter Josef Wolter (CDU)
- 1999–2014: Albert Glöckner (SPD)
- 2014–0000: Martin Mertens (SPD)

### Gemeindedirektoren 1975–1999
- 1975–1991: Alfred Brinkmann (CDU)
- 1991–1999: Peter Emunds (CDU)

### Wappen
Das Gemeindewappen zeigt in Grün drei (2:1) goldene Adler unter einem fünflätzigen goldenen Turnierkragen.
Dieses Wappen wurde nach der kommunalen Neugliederung im Jahre 1975 geschaffen und am 4. Oktober 1979 vom Regierungspräsident Düsseldorf genehmigt. Es geht auf ein altes Schöffensiegel der Herren von Anstel zurück, das nachweislich im Jahre 1355 von diesen geführt wurde. Der ursprünglich dreilätzige Turnierkragen des Siegels wurde auf fünf Lätze erweitert; diese symbolisieren die fünf ehemaligen Gemeinden Hoeningen, Frixheim-Anstel, Nettesheim-Butzheim, Oekoven und Rommerskirchen, aus denen die Gemeinde bei der Neugliederung hervorging. Die Tingierung symbolisiert die Naturlandschaft am Gillbach (grün) und die Landwirtschaft – insbesondere den Getreideanbau – in der Gemeinde (gold).

### Gemeindepartnerschaften
- Karstädt (Brandenburg)
- Mouilleron-le-Captif (Frankreich)

## Kultur und Sehenswürdigkeiten

### Museen
- Kulturzentrum Sinsteden mit dem Landwirtschaftsmuseum und den Skulpturen-Hallen Ulrich Rückriem
- Gillbachbahn, Feld- und Werksbahnmuseum Oekoven
- Virtuelles Gemeindemuseum[9]

Siehe auch: Liste der Museen im Rhein-Kreis Neuss

### Bauwerke
- Kirche St. Peter in Rommerskirchen
- St.-Martinus-Kirche in Rommerskirchen-Nettesheim
- St.-Lambertus-Kapelle in Rommerskirchen-Ramrath
- Romanische Pfeilerbasilika St. Briktius in Rommerskirchen-Oekoven
- Kirche St. Antonius Eremit in Rommerskirchen-Evinghoven
- St. Stephanus in Rommerskirchen-Hoeningen

siehe auch Liste der Baudenkmäler in Rommerskirchen und Liste der Stolpersteine in Rommerskirchen

### Persönlichkeiten
- Heinrich Cornelius Agrippa von Nettesheim (1486–1535), spätmittelalterlicher deutscher Universalgelehrter, Arzt, Theologe, Jurist, Philosoph und Magier. Entstammt der Adelsfamilie von Nettesheim (†) aus Nettesheim
- Hermann Spies (1865–1950), Salzburger Domchordirektor, Komponist, Musikforscher und Priester
- Ernst Herz (1892–1944), deutscher Kaufmann jüdischer Herkunft und Opfer des Holocaust, geboren in Butzheim
- Hans Georg Kirchhoff (1930–2021), Historiker und Hochschullehrer
- Norbert Prangenberg (1949–2012), Maler, Bildhauer und Hochschullehrer
- Wolfgang Niersbach (* 1950), ehemaliger Präsident des Deutschen Fußball-Bundes aus Widdeshoven
- Karin Korte (* 1960), Politikerin (SPD)
- Horst Lichter (* 1962), deutscher Fernsehkoch aus Gill
- Seymour Fünger (* 2002), deutscher Fußballspieler

### Medien
- Stattblatt, kostenloses, regionales Monatsmagazin, welches auch in den benachbarten Städten Grevenbroich und Bedburg erscheint.
- Neuss-Grevenbroicher Zeitung – regionale Tageszeitung, Neusser Zeitungsverlag GmbH
- Rheinischer Anzeiger, Amtsblatt der Gemeinde Rommerskirchen
- Rommerskirchen-Portal – regionale werbefreie Nachrichten mit unabhängiger Diskussionsplattform (www.rommerskirchen-portal.de)

## Wirtschaft und Infrastruktur
Nach Rommerskirchen wurde eine große 380-kV-Umspannanlage des RWE benannt. Zwischen dem Umspannwerk Rommerskirchen und dem Umspannwerk Ludwigsburg-Hoheneck ging am 5. Oktober 1957 die erste 380-kV-Leitung in Deutschland in Betrieb.
Die Umspannanlage (Amprion) liegt allerdings auf dem Gebiet der Stadt Bergheim im Ortsteil Rheidt-Hüchelhoven.

### Verkehr

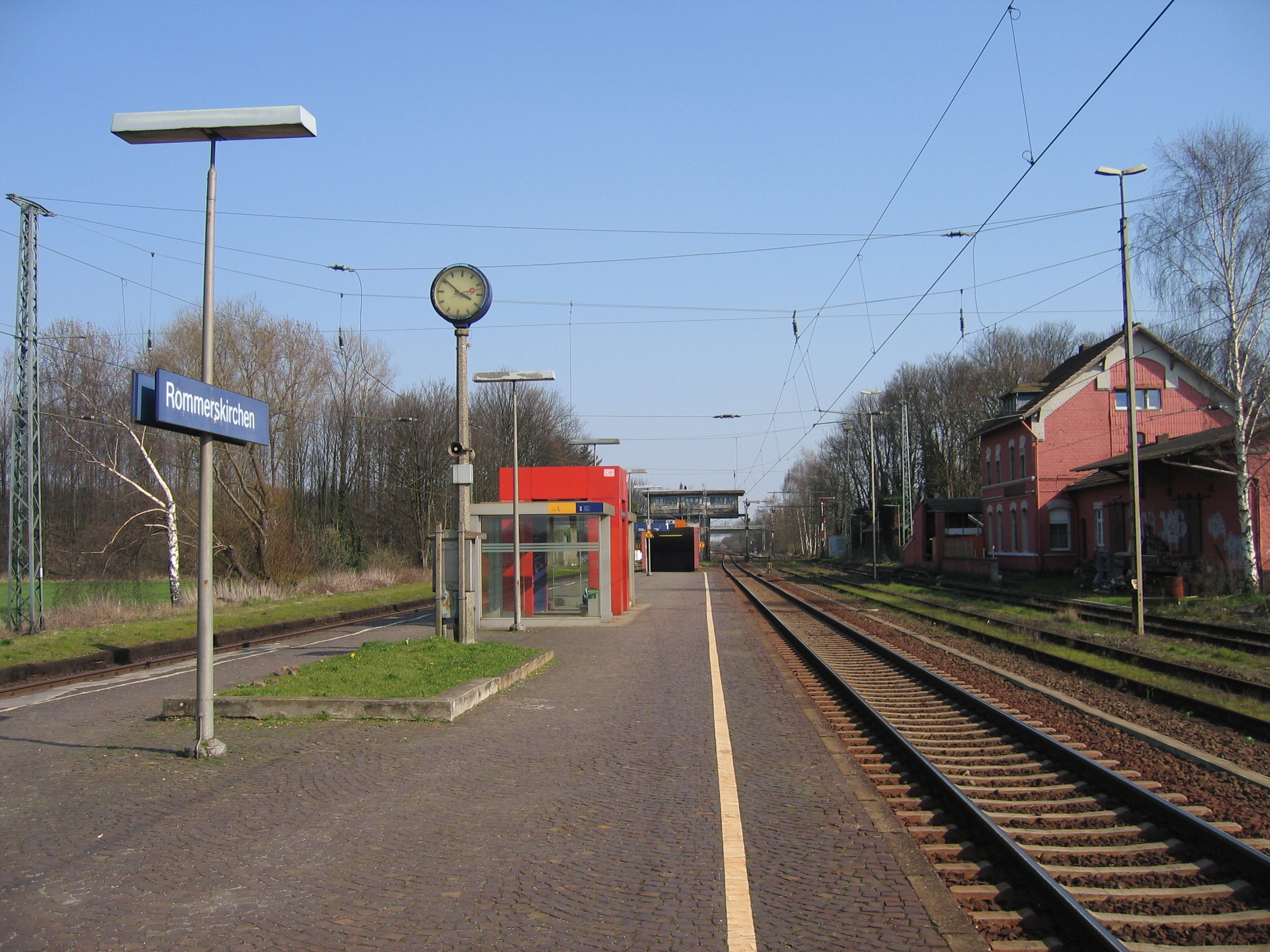
Bahnhof Rommerskirchen noch mit dem 2007 abgerissenen Stellwerk

Der Rommerskirchener Bahnhof liegt an der Hauptstrecke Köln–Grevenbroich–Mönchengladbach. Hier zweigt auch eine Güterzugstrecke nach Niederaußem zum dortigen Grubenbahnhof ab. Bis 2007 hatte der Bahnhof ein T-förmiges Stellwerk, ferner beginnt hier der Strategische Bahndamm.
| Linie | Verlauf | Takt   |
| ----- | --- | ------ |
| RE 8  | Rhein-Erft-Express: (Mönchengladbach Hbf – Rheydt Hbf – Rheydt-Odenkirchen – Hochneukirch – Jüchen – Grevenbroich –)* Rommerskirchen – Stommeln – Pulheim – Köln-Ehrenfeld – Köln Hbf – Köln Messe/Deutz – Porz (Rhein) – Troisdorf – Friedrich-Wilhelms-Hütte – Menden (Rheinl) – Bonn-Beuel – Bonn-Oberkassel – Niederdollendorf – Königswinter – Rhöndorf – Bad Honnef (Rhein) – Unkel – Linz (Rhein) – Bad Hönningen – Rheinbrohl – Neuwied – Urmitz Rheinbrücke – Koblenz-Lützel – Koblenz Stadtmitte – Koblenz Hbf * nur werktags Stand: Fahrplanwechsel Dezember 2023                                | 60 min |
| RB 27 | Rhein-Erft-Bahn: Mönchengladbach Hbf – Rheydt Hbf – Rheydt-Odenkirchen – Hochneukirch – Jüchen – Grevenbroich – Rommerskirchen – Stommeln – Pulheim – Köln-Ehrenfeld – Köln Hbf – Köln Messe/Deutz – Köln/Bonn Flughafen – Troisdorf – Friedrich-Wilhelms-Hütte – Menden (Rheinl) – Bonn-Beuel – Bonn-Oberkassel – Niederdollendorf – Königswinter – Rhöndorf – Bad Honnef (Rhein) – Unkel – Erpel (Rhein) – Linz (Rhein) – Leubsdorf (Rhein) – Bad Hönningen – Rheinbrohl – Leutesdorf (Rhein) – Neuwied – Engers – Vallendar – Koblenz-Ehrenbreitstein – Koblenz Hbf Stand: Fahrplanwechsel Dezember 2023 | 60 min |

An das Fernstraßennetz ist Rommerskirchen durch die sich hier kreuzenden Bundesstraßen 59 und 477 angeschlossen. Die B 59 ist südlich von Rommerskirchen bis zur Bundesautobahn 1 in Köln-Bocklemünd kreuzungsfrei ausgebaut worden (Inbetriebnahme Dezember 2006). Der Ausbau der B 59 in nördliche Richtung ist als Ortsumgehung bis zum Ortsteil Sinsteden angelegt (Verkehrsfreigabe am 18. Mai 2009). Nördlich von Rommerskirchen ist sie als Autobahn 540 ausgebaut.

### Öffentliche Einrichtungen, Forschungseinrichtungen
- Gemeindejugendring Rommerskirchen
- Wissenschaftlicher Geflügelhof des Bundes Deutscher Rassegeflügelzüchter (BDRG)